# Cukrovarský rybník (Libáň)
Cukrovarský rybník je rybník o rozloze vodní plochy 0,55 ha nalézající se u Tyršovy ulice na východním okraji městečka Libáň v okrese Jičín v areálu bývalého cukrovaru v Libáni, nyní v areálu domova pro seniory. Rybník vznikl po roce 1880.

## Galerie

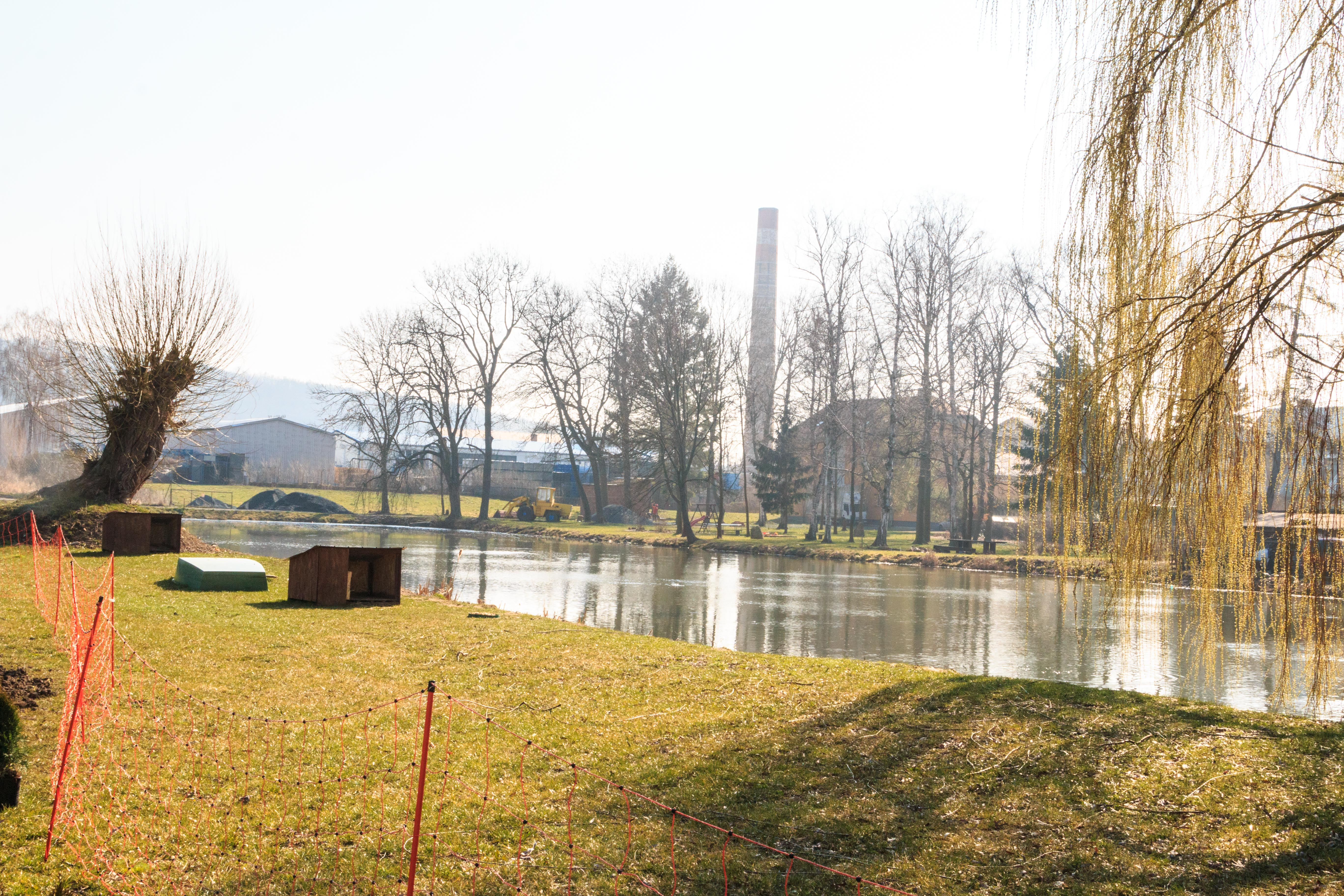
Cukrovarský rybník v Libáni
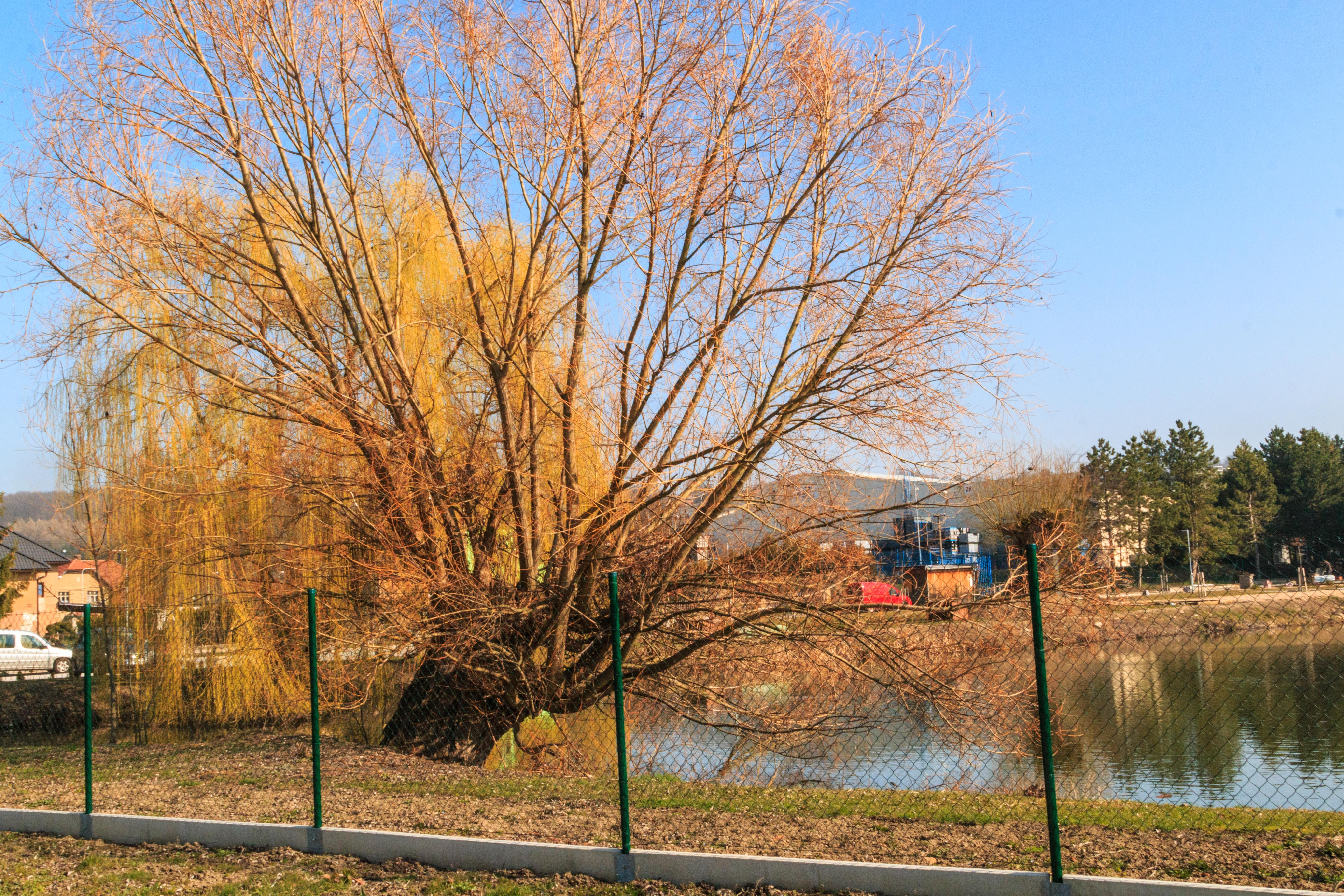
Cukrovarský rybník v Libáni